# Neue Isarkaserne

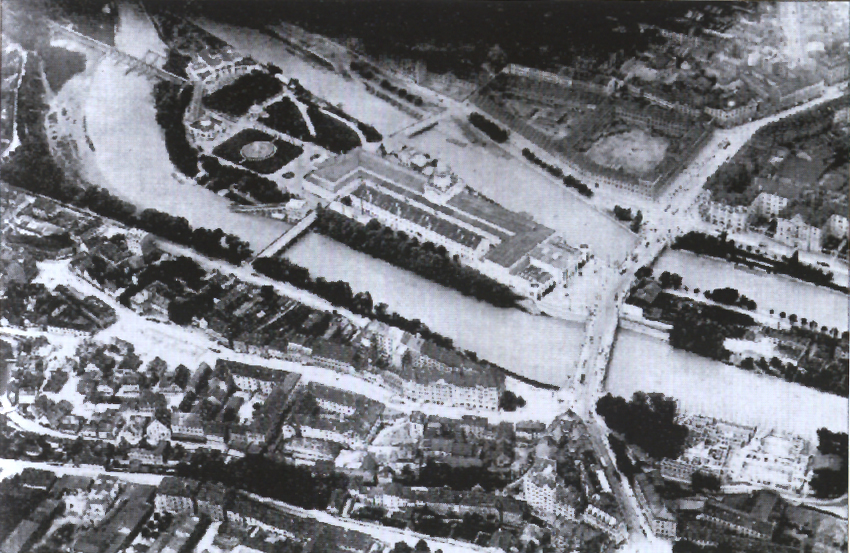
Luftaufnahme von 1898, am oberen Bildrand die fünfeckige Anlage der neuen Isarkaserne. Das längliche Gebäude auf der Insel ist die Alte Isarkaserne.

Die Neue Isarkaserne war eine Kavalleriekaserne der bayerischen Armee in München. Sie wurde 1811 bis 1817 am linken Isarufer gegenüber der Kohleninsel auf dem Gelände, auf dem sich heute das Europäische Patentamt und das Deutsche Patentamt befinden, gebaut.

## Geschichte
Der Bau einer neuen Kaserne für die Kavallerie war bereits 1808 empfohlen worden, da die Alte Isarkaserne und die Lehel-Kaserne der gestiegenen Bedeutung von Kavallerie und Artillerie – insbesondere deren Bedarf an Stallungen – während und nach den Koalitionskriegen nicht mehr gerecht werden konnten. Im Jahr zuvor hatte der Kriegsökonomierat einen Anger des Stifts der Englischen Fräulein für 12.795 Gulden erworben, der als Bauplatz zur Debatte stand. Diskutiert wurde neben dem Bau einer Kavalleriekaserne auch eine Fuhrwerkskaserne, der Kriegsökonomierat betrachtete für das Fuhrwesen jedoch die Lehel-Kaserne als ausreichend. König Maximilian I. folgte bei seinem Erlass zum Kasernenbau vom 19. Mai 1808 den Empfehlungen des Kriegsökonomierates, der die Anlage einer Kavalleriekaserne für 396 Soldaten bei geschätzten Kosten von 106.084 Gulden vorsah. Begünstigt wurde die Entscheidung durch den Umstand, dass sich an der Isarbrücke (Vorläufer der modernen Ludwigsbrücke) ein Fouragemagazin befand.
Aufgrund des fünften Koalitionskrieges, der 1809 auf bayerischem Boden ausgetragen wurde, verzögerte sich der Baubeginn für die neue Isarkaserne. In dieser Zeit änderte sich auch die Konzeption der Kaserne, 1810 wurde ein Entwurf genehmigt, der eine weitaus größere Anlage vorsah, als der Plan von 1808. Die Grundsteinlegung fand am 27. Mai 1811 statt. Nachdem die Arbeiten zunächst zügig vorangegangen waren, kam es im Frühjahr 1812 zum Streit mit Münchner Kistlern, die einen Teil des geplanten Kasernengeländes als Lagerplatz nutzten. Am 30. Dezember 1812 befand die Königliche Baukommission in einem Gutachten, dass der Platz von den Kistlern rechtsgültig angekauft worden war und sie daher finanziell oder durch ein Ersatzgrundstück entschädigt werden mussten. Durch einen königlichen Erlass vom 13. Februar 1813 wurde das Problem auf die Münchner Stadtverwaltung abgewälzt, die einen Teil der Kohleninsel zur Verfügung stellen sollte. Nach anfänglichen Widerständen im bayerischen Innenministerium wurde der Platz wiederum per königlichem Erlass am 3. Juni 1813 den Kistlern zugewiesen. Den Münchner Handwerkern war jedoch die Gefahr, die einem Platz auf der Kohleninsel durch Hochwasser drohte, wohl bewusst. Überschwemmungen führten regelmäßig zum Einsturz von Isarbrücken und zur Überflutung von Teilen der Kohleninsel, so dass die Handwerker den Platz ablehnten und stattdessen ein Grundstück am Ufer forderten.
Zwischenzeitlich waren die Bauarbeiten ungeachtet der Schwierigkeiten vorangeschritten, so dass der Kriegsökonomierat am 3. Mai 1813 vermelden konnte, dass Unterkünfte für 428 Soldaten und Stallungen für 104 Pferde fertiggestellt worden waren. Das gerade aufgestellte Kürassierregiment der Garde, das Regiment „Garde du Corps“ bezog 1814 die neue Isarkaserne. Der Rohbau der gesamten Anlage wurde im Herbst 1817 fertiggestellt. Nach Austrocknung des Mauerwerks konnte die Kaserne ab April 1818 1168 Soldaten und 359 Pferden Platz bieten. Im August 1818 wurde die Kaserne vollständig dem Garde-du-Corps-Regiment übergeben, welches dort in Friedenszeiten 876 Mann und in Kriegszeiten 1140 Mann kasernierte.

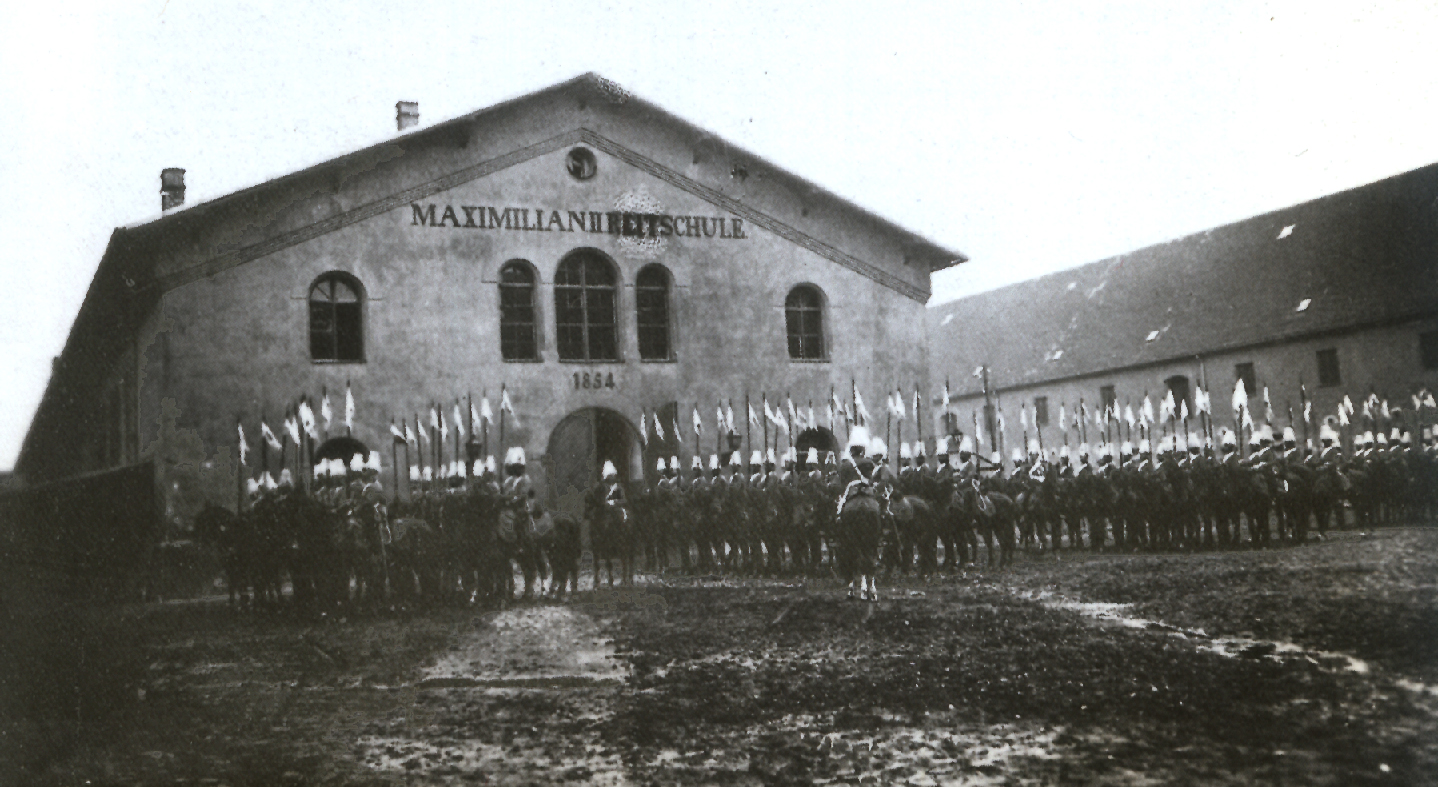
Parade des 1. Schwere-Reiter-Regiments vor der Max-II-Reitschule. Aufnahme um die Jahrhundertwende.

In den Jahren 1825/26 wurde die neue Isarkaserne in südlicher Richtung um eine Reithalle, eine Stallung und drei Futtermagazine erweitert. Ein weiterer großer Ausbau erfolgte 1829, bei dem der Ost- und der Westflügel bis zur heutigen Kohlstraße erweitert und durch einen neuen Querflügel abgeschlossen wurden. Die gesamte Anlage hatte nun die Form einer stilisierten Acht mit zwei Innenhöfen. Der Anbau wurde zunächst für Stallungen und Futtermagazine genutzt, bis 1848 aber sukzessive in Wohntrakte umgewandelt. Für das 3. Reitenden Artillerieregiment wurde auf der Reitwiese südlich der Kaserne eine Barackenstallung angelegt, 1854 kamen die Max-II-Reitschule und ein weiteres Futtermagazin hinzu. Damit erreichte die neue Isarkaserne ihre größte Ausdehnung. Der Altbau bot zu dieser Zeit Unterkünfte für 745 Mann, im Neubau konnten 425 Mann untergebracht werden. Im Notfall konnten noch weitere 150 Mann einquartiert werden. Die Stallungen fassten 575 Pferde.
Aufgrund der beengten Unterkünfte und der Nähe von Mensch und Tier waren die Hygieneverhältnisse in der neuen Isarkaserne schlecht. Ein Jauchekanal zur Isar war zwar 1829 angelegt worden, dieser erfüllte seine Funktion jedoch nur sehr schlecht und zog obendrein Scharen von Ratten an. Unter den Soldaten wurde Typhus zu einer chronischen Plage. Am 22. April 1858 ordnete König Maximilian II. die Räumung und Sanierung der Kaserne an. Die Soldaten wurden daraufhin in die Schlösser Nymphenburg, Schleißheim und Fürstenried sowie nach Freising und Benediktbeuern verlegt, während die neue Isarkaserne erneuert wurde. Prinz Leopold von Bayern, der 1873 das Kommando über das 1. Kürassier-Regiment übernommen hatte, schilderte in seinen Lebenserinnerungen die Lebensbedingungen in der neuen Isarkaserne immer noch als kaum zumutbar. Erst die durch die Arbeiten von Max von Pettenkofer eingeführten Kanalisationen und Wasserleitungen verbesserten die Hygiene. Ebenfalls wurde die Belegungsdichte verringert. In den 1880ern fasste die neue Isarkaserne etwa 660 Mann in Gemeinschaftsunterkünften, 36 Mann in Einzelzimmern und 589 Pferde.
Im Herbst 1889 wurde festgestellt, dass in den Stallungen des Altbaus das tragende Mauerwerk durch die Ausscheidungen der Pferde stark angegriffen worden war. Am 7. Dezember 1889 wurden die Schäden von einer Kommission geprüft, die im Ergebnis die umgehende Räumung des Altbaus beantragte. Bereits am 12. Dezember wurde eine Eskadron in die Alte Isarkaserne auf der Kohleninsel verlegt; auch das 1872 eingerichtete Kasino im Querflügel an der Zweibrückenstraße wurde dorthin verlegt. Zu Beginn des Jahres 1890 war der gesamte Altbau geräumt. Die Militärverwaltung entschied sich für die Instandsetzung der Gebäude, die am 23. August 1890 begann. Neben der Beseitigung der Schäden wurden auch neue sanitäre Anlagen installiert. Im Frühjahr 1893 war die Sanierung schließlich abgeschlossen.

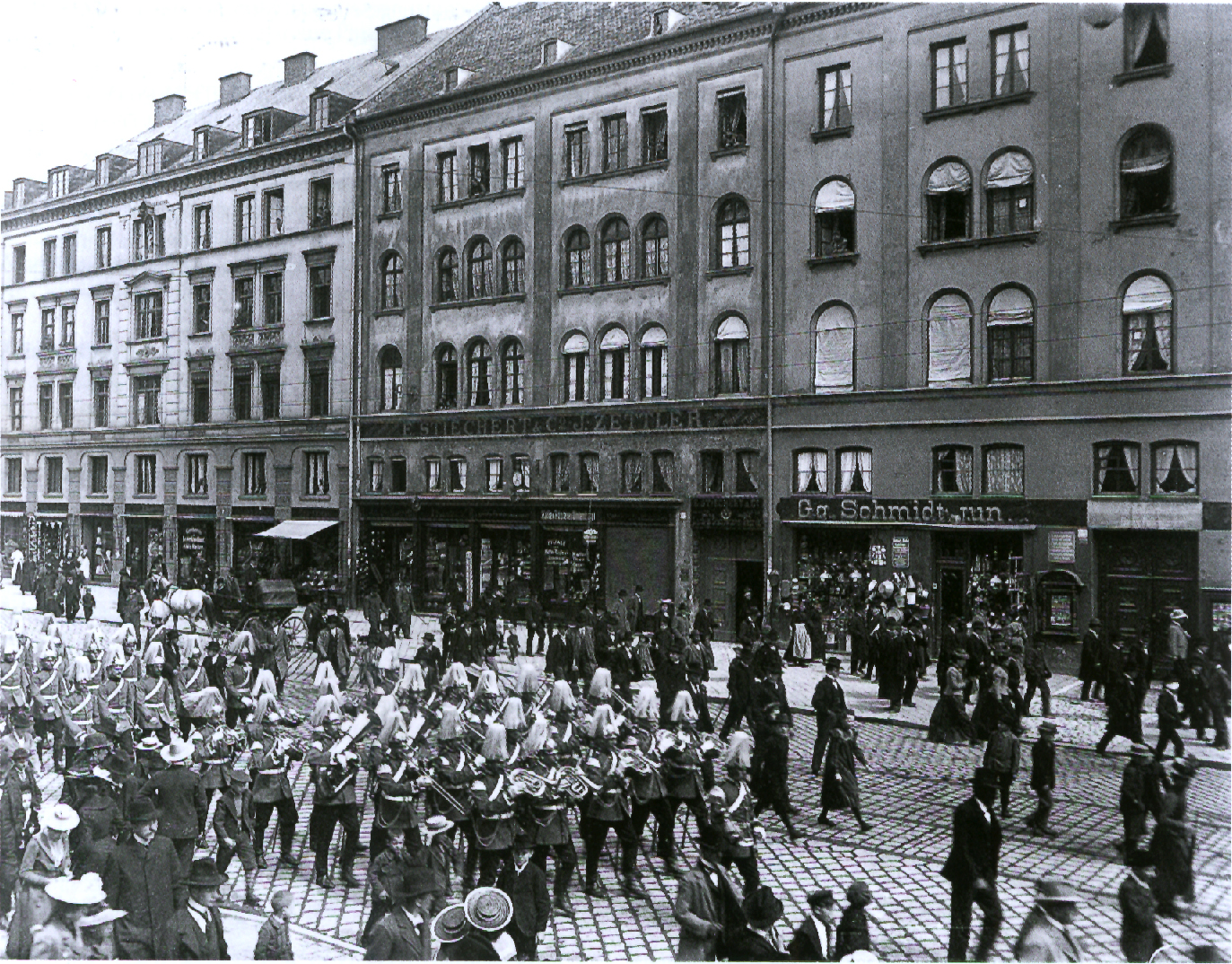
Parade der 2. Eskadron des 1. Schwere-Reiter-Regiments vor der neuen Isarkaserne (im Rücken des Fotografen). Aufnahme von 1902.

Trotz dieser Investitionen empfahl Kriegsminister von Asch 1898 die Aufgabe der neuen Isarkaserne. Begründet wurde dies neben der alten Bausubstanz vor allem damit, dass die Gelände um die Kaserne mittlerweile dicht bebaut waren, was militärische Übungen beeinträchtigte. Ebenfalls fürchtete man nachteilige Auswirkungen auf die Moral und Disziplin der Truppe durch die Nähe zur Zivilbevölkerung. Unabhängig davon hatte auch die Stadt München Interesse daran bekundet, das Kasernengelände als privates Bauland freizugeben. Als Ersatz für die neue Isarkaserne wurde schließlich die Prinz-Leopold-Kaserne auf dem Oberwiesenfeld gebaut. Am 21. Juni 1902 zog das 1. Schwere-Reiter-Regiment „Prinz Karl von Bayern“ in die neue Kaserne um und am 4. Juli wurde die neue Isarkaserne vom Regiment an die Garnisonsverwaltung übergeben. Ab 1909 betrieb das Deutsche Museum eine Zweigstelle in der Isarkaserne, die Ende 1914 infolge des Ausbruches des Ersten Weltkrieges geschlossen wurde.
Im Herbst 1953 wurden die Gebäude der neuen Isarkaserne abgerissen, um Platz für den Neubau des Deutschen Patent- und Markenamtes zu schaffen. Dabei wurde auch der 1811 gelegte Grundstein gefunden, in dem sich ein luftleer gepumpter Glaszylinder mit einer Pergamenturkunde sowie einige bayerische Münzen befanden.